# Saul Rosenzweig
Saul Rosenzweig (geb. 7. Februar 1907 in Boston; gest. 9. August 2004 in Saint Louis) war ein US-amerikanischer Psychologe und Psychotherapeut, der aufgrund seiner Untersuchungen zu den gemeinsamen Wirkfaktoren der Psychotherapie und seine Forschungen zur menschlichen Aggression und ein nach ihm benanntes Testverfahren zur Frustrationstoleranz bekannt wurde.

## Leben und Werk
Saul Rosenzweig studierte Psychologie am Harvard College, wo er 1932 promovierte. Er war Studienkollege von B. F. Skinner, mit dem er befreundet war. Nach dem Studium arbeitete er in Massachusett am Worcester State Hospital und an der Clark University und setzte seinen beruflichen Werdegang als Leitender Psychologe am Western State Psychiatric Institute fort.
1949 wurde er Professor an der Psychologischen Fakultät der Washington University in St. Louis. Er arbeitete im Bereich der experimentellen Psychologie, stellte aber immer wieder Verbindungen zu anderen psychologischen Richtungen her, insbesondere auch zur Psychoanalyse. Als einer der wenigen Psychologen seiner Zeit versuchte er, den Gegensatz zwischen tiefenpsychologischem und naturwissenschaftlich-experimentellen Ansätzen in der Psychologie zu überwinden und Teilaspekte der Psychoanalyse experimentell zu untersuchen.
Rosenzweig untersuchte das Phänomen der menschlichen Aggression sowohl aus klinischer und historischer Sicht als auch experimentell. Als einen wichtigen Einflussfaktor für die Entstehung von Aggression entwickelte er eine Theorie zur Frustration und prägte den Begriff der Frustrationstoleranz als einer individuellen Fähigkeit. Zur psychometrischen Messung entwickelte er den nach ihm benannten Rosenzweig Picture Frustration Test, der als projektiver Test unterteilt ist in eine Fassung für Kinder und eine für Erwachsene.
In einem 1933 veröffentlichten Aufsatz machte er erstmals auf den Einfluss von Hintergründen wie Gender, ethnischer und sozialer Herkunft von Probanden auf die durchgeführten Experimente in der Sozialpsychologie aufmerksam.
1936 zeigte er durch den Vergleich verschiedener Psychotherapieformen, dass erfolgreiche Psychotherapien mehr Gemeinsamkeiten als Unterschiede aufweisen. Er verglich die damals schon bestehende Rivalität in der Auseinandersetzung zwischen den verschiedenen Psychotherapieschulen mit dem Wettkampf der Tiere in Alice im Wunderland und schuf die Analogie, es handele sich bei diesem Wettstreit um ein Dodo Bird Verdict. Er antizipierte damit eine vermittelnde Position, wie sie in den 1990er Jahren u. a. von Martin Seligman nach umfassenden schulenübergreifenden Verbraucherstudien erneut belegt wurden.
Rosenzweig korrespondierte mit vielen bedeutenden Denkern des 20. Jahrhunderts, einschließlich Sigmund Freud. In seinen Vorlesungen zu Psychoanalyse verwendete er das Reisetagebuch Freuds und andere bisher nicht zugängliche Quellen. Er verfasste ein Buch über die historisch bedeutsame Begegnung von Sigmund Freud, C. G. Jung und Granville Stanley Hall 1909 an der Clark University.

## Veröffentlichungen
- Freud and Experimental Psychology: The Emergence of Idiodynamics. Rana House, 1986, ISBN 0-930172-04-3
- Freud, Jung and Hall: The Expedition to America (1909). Hogrefe Publishing, 1992, ISBN 978-0-88937-110-1
- mit Kate L. Kogan: Psychodiagnosis. Grune and Stratton, New York, 1950
- Der Rosenzweig P-F Test: Teil: Form für Erwachsene. Deutsche Bearbeitung von Hans Hörmann und Wolfgang Moog. Verlag für Psychologie Hogrefe, Göttingen 1957
- Der Rosenzweig P-F Test. Teil: Form für Kinder. Deutsche Bearbeitung von Erna Duhm und Jutta Hansen. Verlag für Psychologie Hogrefe, Göttingen 1957
- Some Implicit Common Factors in Diverse Methods of Psychotherapy. 1936. Reprint: American Journal of Orthopsychiatry, Volume 6, Issue 3, 2010, doi:10.1111/j.1939-0025.1936.tb05248.x